# Гексафторонептунат свинца
Гексафторонептунат свинца — неорганическое соединение,
комплексная соль свинца, нептуния и плавиковой кислоты
с формулой Pb[NpF6],
кристаллы.

## Получение
- Нагревание смеси оксидов оксида свинца и оксида нептуния в токе смеси газов кислорода и фторида водорода[1]:

{\displaystyle {\mathsf {PbO+NpO_{2}+6HF\ {\xrightarrow {400^{o}C,O_{2}}}\ PbNpF_{6}+3H_{2}O}}}

## Физические свойства
Гексафторонептунат свинца образует кристаллы
гексагональной сингонии,

параметры ячейки a = 0,7212 нм, c = 0,7360 нм.